# Trần Văn Cẩm
Trần Văn Cẩm (1930-2021), nguyên là một tướng lĩnh gốc Pháo binh của Quân lực Việt Nam Cộng hòa, cấp bậc Chuẩn tướng. Ông xuất thân từ khóa đầu tiên ở trường Võ bị Địa phương Trung Việt, sau đó ông học tiếp tại trường Võ bị Liên quân tại nam Cao nguyên Trung phần. Ra trường ông được chọn về Binh chủng Pháo binh và đã phục vụ ở ngành chuyên môn này một thời gian dài. Năm 1966, ông chuyển nhiệm vụ sang đơn vị Bộ binh.

## Tiểu sử & Binh nghiệp
Ông sinh ngày 15 tháng 1 năm 1930 trong một gia đình Nho học tại làng Quảng Lượng, huyện Triệu Phong, tỉnh Quảng Trị, miền Trung Việt Nam. Thời niên thiếu, ông học ở trường Quốc học Khải Định, Huế. Tốt nghiệp Trung học chương trình Pháp với văn bằng Thành chung.

### Quân đội Liên hiệp Pháp
Cuối tháng 7 năm 1950, thi hành lệnh động viên, ông nhập ngũ vào Quân đội Liên hiệp Pháp, mang số quân: 50/201.745. Theo học khóa 1 tại trường Võ bị Địa phương Trung Việt, khai giảng ngày 1 tháng 8 năm 1950. Ngày 1 tháng 4 năm 1951 mãn khóa tốt nghiệp với cấp bậc Chuẩn úy và được chọn ở lại trường làm Huấn luyện viên.

### Quân đội Quốc gia Việt Nam
Cuối tháng 6 năm 1951, chuyển sang Quân đội Quốc gia, ông xin theo học khóa 5 Hoàng Diệu trường Võ bị Liên quân Đà Lạt, khai giảng ngày 1 tháng 7 năm 1951, Ngày 24 tháng 4 năm 1952 mãn khóa tốt nghiệp với cấp bậc Thiếu úy hiện dịch. Ra trường, ông được chọn về ngành Pháo binh và được cử đi học khóa căn bản binh chủng tại trường Pháo binh Phú Lợi, Thủ Dầu Một. Tháng 11 cùng năm, ông luân phiên đảm nhận chức vụ Tiền sát viên kiêm Trung đội trưởng. Đến đầu tháng 11 năm 1953, ông được thăng cấp Trung úy giữ chức vụ Pháo đội trưởng.

### Quân đội Việt Nam Cộng hòa
Tháng 5 năm 1955, ông được cử đi du học khóa sĩ quan Pháo binh cao cấp tại trường Pháo binh Chalon-sur-Marne, Pháp trong thời gian 3 tháng. Mãn khóa về nước, ông được thăng cấp Đại úy giữ chức vụ Tiểu đoàn trưởng Tiểu đoàn 1 Pháo binh thay thế Thiếu tá Nguyễn Đức Thắng.
Tháng 5 năm 1959, ông được lệnh bàn giao chức vụ Tiểu đoàn trưởng Tiểu đoàn 1 Pháo binh lại cho Đại úy Lê Văn Thân để đi du học khóa Pháo binh cao cấp tại Trường Pháo binh Fort Still, Tiểu bang Oklahoma, Hoa Kỳ trong thời gian 6 tháng. Tháng 11 cùng năm về nước, ông được bổ nhiệm làm Chỉ huy trưởng Pháo binh Sư đoàn 1 Bộ binh tân lập.
Đầu tháng 11 năm 1963, sau cuộc đảo chính Tổng thống Ngô Đình Diệm (ngày 1 tháng 11). Ngày 2 tháng 11 ông được thăng cấp Thiếu tá tại nhiệm. Đến đầu tháng 5 năm 1964, ông nhận lệnh bàn giao Bộ chỉ huy Pháo binh Sư đoàn 1 lại cho Đại úy Nguyễn Tiến Lộc. (Trong thời gian đảm nhiệm chức Chỉ huy trưởng Pháo binh Sư đoàn 1 Bộ binh, Đại úy Trần Văn Cẩm đã trải qua các vị Tư lệnh Sư đoàn: Đại tá Tôn Thất Xứng (2/1959-1/1961), Đại tá Nguyễn Đức Thắng (1/1961-10/1961), Đại tá Nguyễn Văn Thiệu (10/1961-12/1962), Thiếu tướng Đỗ Cao Trí (12/1962-11/1963), Đại tá Trần Thanh Phong (11/1963-2/1964) và Chuẩn tướng Nguyễn Chánh Thi (2/1964-11/1964)). Sau đó ông được cử giữ chức vụ Chỉ huy trưởng Pháo binh Quân đoàn I, dưới quyền Thiếu tướng Nguyễn Chánh Thi Tư lệnh Quân đoàn.
Ngày 1 tháng 5 năm 1965, ông được thăng cấp Trung tá tại nhiệm và được lệnh bàn giao Bộ chỉ huy Pháo binh Quân đoàn I lại cho Thiếu tá Phạm Cao Đông. Đầu năm 1966, ông được cử đi du học khóa Tham mưu cao cấp tại Học viện Chỉ huy và Tham mưu Fort Leavenworth, Tiểu bang Kansas, Hoa Kỳ với thời gian 16 tuần. Sau khi mãn khóa học Tham mưu, ông được tiếp tục theo học thêm 3 tháng lớp chống Chiến tranh Du kích tại Trường Fort Bragg, Tiểu bang North Carolina, Hoa Kỳ. Tháng 8 cùng năm, mãn khóa về nước ông được cử giữ chức vụ Tham mưu trưởng Sư đoàn 1 Bộ binh thay thế Trung tá Tôn Thất Khiên, dưới quyền Tư lệnh Sư đoàn là Chuẩn tướng Ngô Quang Trưởng.
Ngày Quân lực 19 tháng 6 năm 1968, ông được thăng cấp Đại tá tại nhiệm. Đến tháng 9 năm 1969, bàn giao chức vụ Tham mưu trưởng Sư đoàn 1 lại cho Đại tá Phạm Cao Đông. Sau đó, ông được cử làm Phụ tá Hành quân cho Trung tướng Hoàng Xuân Lãm Tư lệnh Quân đoàn I và Vùng 1 chiến thuật.
Tháng 5 năm 1970, ông được thuyên chuyển sang Sư đoàn 2 Bộ binh giữ chức vụ Tham mưu trưởng thay thế Trung tá Ngô Văn Lợi được bổ nhiệm làm Tỉnh trưởng kiêm Tiểu khu trưởng Quảng Ngãi. Tư lệnh Sư đoàn 2 Bộ binh vào thời điểm này là Đại tá Nguyễn Văn Toàn.
Tháng 5 năm 1972, ông được lệnh bàn giao chức vụ Tham mưu trưởng Sư đoàn 2 lại cho Trung tá Lê Tấn Phước. Cuối tháng, ông chuyển về Bộ tư lệnh Quân đoàn II để giữ chức vụ Tham mưu trưởng thay thế Đại tá Lê Quang Bình., dưới quyền Tư lệnh Quân đoàn là Thiếu tướng Nguyễn Văn Toàn. Tháng 10 cùng năm, bàn giao chức vụ Tham mưu trưởng lại cho Đại tá Lê Trung Tường. Cùng tháng, ông được bổ nhiệm chức vụ Tư lệnh Sư đoàn 23 Bộ binh thay thế Chuẩn tướng Lý Tòng Bá được cử về Trung ương giữ chức vụ Chỉ huy trưởng Bộ chỉ huy Thiết giáp. Ngày Quốc khánh Đệ Nhị Cộng hòa 1 tháng 11 cùng năm, ông được đặc cách thăng cấp Chuẩn tướng tại mặt trận.
Hạ tuần tháng 11 năm 1973, ông tái nhiệm chức vụ Tham mưu trưởng Quân đoàn II (Vẫn là tướng Toàn Tư lệnh Quân đoàn) sau khi hoán chuyển nhiệm vụ với Đại tá Lê Trung Tường về làm Tư lệnh Sư đoàn 23 Bộ binh. Cuối năm 1974, ông được lệnh bàn giao chức vụ Tham mưu trưởng Quân đoàn II lại cho Đại tá Lê Khắc Lý.

## 1975
Đầu tháng Giêng, ông nhận chức vụ Phụ tá Hành quân cho Tư lệnh Quân đoàn II do Thiếu tướng Phạm Văn Phú làm Tư lệnh. Ngày 16 tháng 3, giám sát cuộc hành quân di tản triệt thoái của Quân đoàn II rời khỏi Pleiku trên tỉnh lộ 7B.
Ngày 1 tháng 4, ông bị Quân Giải phóng bắt làm tù binh tại mặt trận Tuy Hòa, Phú Yên và bị đưa đi tù lần lượt qua các trại giam ở miền Bắc: Hoàng Liên Sơn, Hà Sơn Bình và Hà Nam Ninh cho đến ngày 13 tháng 2 năm 1988 mới được trả tự do.
Cuối tháng 8 năm 1991, ông cùng gia đình được xuất cảnh theo diện H.O do Chính phủ Hoa Kỳ bảo lãnh và định cư tại San Antonio, Tiểu bang Texas, Hoa Kỳ.
Ngày 14 tháng 1 năm 2021, ông từ trần tại nơi định cư, hưởng thọ 91 tuổi.

## Huy chương
-Bảo quốc Huân chương đệ tứ đẳng
-Lục quân Huân chương đệ nhất hạng
-Một số Anh dũng Bội tinh (gồm nhành dương liễu, ngôi sao vàng, bạc và đồng)
-Một số huy chương quân sự, dân sự và Đồng minh.

## Gia đình
- Thân phụ: Cụ Trần Văn Tường
- Thân mẫu: Cụ Phạm Thị Nhâm
- Bào đệ: Trần Văn Hãn[11], Trần Văn Hiển
- Bào muội: Trần Thị Mỹ Xuân
- Phu nhân: Bà Trần Thị Bạch Yến

Ông bà có chín người con gồm 5 trai, 4 gái)
Trần Thị Bạch Lan, Trần Văn Dũng, Trần Thị Khánh Minh, Trần Văn Hùng, Trần Văn Tuấn, Trần Thị Phương, Trần Thị Diễm Lan,Trần Văn Tú, Trần Văn Nguyên.